# The Walking Dead (temporada 6)
La sisena temporada de The Walking Dead, una sèrie de televisió de terror post-apocalíptica nord-americana a AMC, es va estrenar l'11 d'octubre de 2015 i va concloure el 3 d'abril 2016, que consta de 13 episodis. Desenvolupada per a televisió per Frank Darabont, la sèrie es basa en la sèrie homònima de còmics de Robert Kirkman, Tony Moore i Charlie Adlard. Els productors executius són Kirkman, David Alpert, Scott M. Gimple, Greg Nicotero, Tom Luse i Gale Anne Hurd, amb Gimple com a showrunner per tercera temporada consecutiva. La sisena temporada va rebre crítiques positives per part de la crítica. Va ser nominat a diversos premis i en va guanyar tres, inclosa Millor sèrie de televisió de terror, als 42è Premis Saturn.
La primera meitat de la temporada se centra en el grup, que encara té problemes per assimilar-se a la Zona Segura d'Alexandria, conduint la comunitat a través d'una sèrie de crisis, com ara atraure l'amenaça d'un ramat massiu de caminants lluny d'una pedrera propera, un atac de perillosos carronyers coneguts com els Llops i la invasió d'un eixam enorme de caminants dins d'Alexandria. La segona meitat de la temporada se centra en el descobriment del grup d'una nova comunitat de supervivents, The Hilltop, amb qui es converteixen en aliats i en els seus adversaris d'una vasta organització de supervivents hostils coneguda com els Salvadors.

## Episodis
| # | Núm. | Títol original       | Dirigit per           | Escrit per                        | Data d'estrena als Estats Units |
| --- | ---- | -------------------- | --------------------- | --------------------------------- | ------------------------------- |
| 68 | 1    | «First Time Again»   | Greg Nicotero         | Scott M. Gimple & Matthew Negrete | 11 d'octubre de 2015            |
| 69 | 2    | «JSS»                | Jennifer Lynch        | Seth Hoffman                      | 18 d'octubre de 2015            |
| En un flashback es mostra com l'Enid va veure morir els seus pares, va vagar durant un temps intentant sobreviure i finalment va arribar a Alexandria. En el present, mentre l'èxode del ramat caminant està en marxa, Carol i els altres del grup d'en Rick que van quedar a Alexandria intenten integrar-se amb la comunitat. L'Eugene i la Tara coneixen a la Denise, la nova cirurgiana d'emergències després de la mort de Pete, ja que la noia havia estudiat cirurgia, però després, sent massa impressionable, s'havia orientat cap a la psicologia. De sobte, un grup d'homes i dones, els Llops, entren a Alexandria matant brutalment els habitants. Durant l'atac, un camió xoca contra una tanca i, a causa de l'accident, la botzina roman bloquejada; d'aquesta manera entenem l'origen del so del final de l'episodi anterior. Gràcies a l'habilitat i la fermesa de Carol, Maggie, Rosita, Aaron i l'arribada Morgan, els llops són assassinats o obligats a fugir. Carol i Morgan tenen un enfrontament d'opinions, ja que el primer mata sense pietat els atacants mentre que el segon no vol matar-los sota cap circumstància. Al final de la batalla, en Carl descobreix que l'Enid ha marxat i troba una nota seva que diu Sobreviure d'alguna manera. Mentrestant, l'Aaron troba les fotos que va perdre i s'adona amb horror que els Llops van trobar Alexandria gràcies a ell.                 |      |                      |                       |                                   |                                 |
| 70 | 3    | «Thank You»          | Michael Slovis        | Angela Kang                       | 25 d'octubre de 2015            |
| Rick surt per arribar a la caravana, a l'esquerra al llarg de la barrera, per tal d'allunyar els caminants que es dirigeixen a Alexandria i dient als altres que se'n vagin a casa. Tanmateix, alguns dels habitants d'Alexandria resulten ferits en una baralla amb caminants i el grup decideix aturar-se en un petit poble per atendre els ferits; units per l'horda, Glenn i Nicholas intenten crear una diversió però estan envoltats. Aquest últim, desesperat, se suïcida fent caure amb ell en Glenn enmig de l'horda. Al final només Michonne, Scott i Heath arriben a Alexandria. Mentrestant, la Sasha, l'Abraham i la Daryl continuen allunyant-se d'ells als caminants restants, encara que aquest últim inicialment marxa per tornar a Alexandria. Mentrestant, Rick, després d'haver arribat a la caravana, s'interposa entre els caminants i Alexandria per començar a allunyar-los, però és atacat pels llops, deixats anar per Morgan. Aconsegueix matar-los a tots però no aconsegueix reiniciar la caravana i l'horda l'hi arriba. |      |                      |                       |                                   |                                 |
| 71 | 4    | «Here's Not Here»    | Stephen Williams      | Scott M. Gimple                   | 1 de novembre de 2015           |
| Morgan explica el seu passat a un dels llops que va capturar, el mateix que el va atacar abans. Morgan solia matar caminants o persones sense distinció. Un dia va trobar una casa al bosc habitada per un home que va aconseguir dominar-lo; tanmateix, aquest el va salvar i el va fer presoner, intentant fer amics. L'home, anomenat Eastman, va dir que era un psiquiatre forense i va entendre que la seva agressió derivava d'un trastorn d'estrès postraumàtic. Després de diversos intents, va aconseguir curar en Morgan gràcies a l'ensenyament de l'aikidō. Quan es van fer amics, Eastman li va dir que la seva dona i els seus fills havien estat assassinats per un dels seus pacients, però que matar l'assassí només l'havia fet entendre que cada vida és preciosa i que no s'havia de matar ningú. A causa d'un descuit de Morgan, que veu una de les seves víctimes humanes transformada en zombi, Eastman és mossegat per un caminant. Conscient del seu destí, li demana a Morgan que el mati. Aquest últim, havent enterrat el seu amic, surt de la casa i arriba als senyals de Terminus. Al final de la història, el Llop no sembla influenciat per les paraules de Morgan i revela que ja està ferit per un zombi, però si sobreviu té la intenció de matar a tothom igualment. Llavors Morgan el deixa lligat al celler on es troba i surt al carrer, escoltant la veu d'en Rick a la porta. |      |                      |                       |                                   |                                 |
| 72 | 5    | «Now»                | Avi Youabian          | Corey Reed                        | 8 de novembre de 2015           |
| Rick es refugia a Alexandria just abans que el ramat comenci a assetjar-lo. L'antic xèrif tranquil·litza els aterrits habitants que quan Daryl, Sasha i Abraham tornin amb els seus vehicles, allunyaran el ramat com ho van fer amb l'altre; ja que els habitants estan perplexos Aaron li dona suport revelant que l'última vegada que no havia seguit els seus consells havia caigut en un parany i, perdent la motxilla amb les fotos, havia conduït els Llops a Alexandria. Spencer convenç als habitants de no saquejar el rebost, només per treure la frustració de la seva mare acusant-la d'haver causat la mort d'Aiden i el seu pare. En Carl li demana a en Ron que el porti a buscar l'Enid, però en Ron li diu que no ho faci i li avisa en Rick perquè no faci res estúpid. La Tara anima a Denise, la nova doctora, a no rendir-se i la dona és així capaç de curar en Scott de la seva ferida; per donar-li les gràcies li fa un petó. La Maggie li revela a l'Aaron que està embarassada i les dues intenten sortir a trobar en Glenn a través d'un passatge subterrani, però la sortida està massa a prop del ramat i els dos decideixen tornar. Deanna, desesperada per com la comunitat s'està desintegrant ràpidament, li demana a Rick que sigui el líder que necessiten per sobreviure. Mentrestant, la tanca continua assetjada pels caminants.                                                |      |                      |                       |                                   |                                 |
| 73 | 6    | «Always Accountable» | Jeffrey F. January    | Heather Bellson                   | 15 de novembre de 2015          |
| 74 | 7    | «Heads Up»           | David Boyd            | Channing Powell                   | 22 de novembre de 2015          |
| 75 | 8    | «Start to Finish»    | Michael E. Satrazemis | Matthew Negrete                   | 29 de novembre de 2015          |
| 76 | 9    | «No Way Out»         | Greg Nicotero         | Seth Hoffman                      | 14 de febrer de 2016            |
| 77 | 10   | «The Next World»     | Kari Skogland         | Angela Kang & Corey Reed          | 21 de febrer de 2016            |
| 78 | 11   | «Knots Untie»        | Michael E. Satrazemis | Matthew Negrete & Channing Powell | 28 de febrer de 2016            |
| 79 | 12   | «Not Tomorrow Yet»   | Greg Nicotero         | Seth Hoffman                      | 6 de març de 2016               |
| 80 | 13   | «The Same Boat»      | Billy Gierhart        | Angela Kang                       | 13 de març de 2016              |
| 81 | 14   | «Twice as Far»       | Alrick Riley          | Matthew Negrete                   | 20 de març de 2016              |
| 82 | 15   | «East»               | Michael E. Satrazemis | Scott M. Gimple & Channing Powell | 27 de març de 2016              |
| 83 | 16   | «Last Day on Earth»  | Greg Nicotero         | Scott M. Gimple & Matthew Negrete | 3 d'abril de 2016               |

## Repartiment
- Andrew Lincoln com a Rick Grimes
- Norman Reedus com a Daryl Dixon
- Steven Yeun com a Glenn Rhee
- Melissa McBride com a Carol Peletier
- Lauren Cohan com a Maggie Greene
- Chandler Riggs com a Carl Grimes
- Danai Gurira com a Michonne
- Lennie James com a Morgan Jones
- Sonequa Martin-Green com a Sasha
- Alanna Masterson com a Tara Chambler
- Michael Cudlitz com Abraham
- Christian Serratos com a Rosita Espinosa
- Josh McDermitt com a Eugene Porter
- Seth Gilliam com a Gabriel Stokes
- Ross Marquand com Aaron
- Alexandra Breckenridge com a Jessie Anderson
- Austin Nichols com a Spencer Monroe
- Tovah Feldshuh com a Deanna Monroe
- Corey Hawkins com a Heath
- Katelyn Nacon com a Enid
- Kenric Green com a Scott
- Tom Payne com a Jesus/Paul Rovia
- Xander Berkeley com a Gregory
- Christine Evangelista com a Sherry
- Austin Amelio com a Dwight
- Alicia Witt com a Paula
- Jeffrey Dean Morgan com a Negan
- Steven Ogg com a Simon
- John Carroll Lynch com a Eastman
- Daniel Newman com a Daniel

## Producció
El 7 d'octubre de 2014, AMC va renovar The Walking Dead per a una sisena temporada. Scott M. Gimple va dir que la sisena temporada continuaria barrejant material del còmic i va explicar que hi hauria una història de retrospectiva d'alguns dels personatges.

### Càsting
Es van escollir tres actors nous per interpretar nous personatges a la sisena temporada, inclòs Corey Hawkins com a Heath, un personatge de còmic destacat i de llarga durada que és un corredor de subministraments i amic lleial de Glenn Rhee. Merritt Wever es va unir al repartiment en el paper del personatge de còmics la doctora Denise Cloyd, mentre que Ethan Embry també es va unir al repartiment. El setembre de 2015, es va anunciar Xander Berkeley en un paper recurrent desconegut que debutaria durant la segona meitat de la temporada, i Berkeley té una opció per a sèries habituals per a la setena temporada. El gener de 2016, es va confirmar que el paper de Berkeley era Gregory, un personatge dels còmics. Tom Payne s'uneix al repartiment com a reclutador de Hilltop, Paul Monroe. El 10 de novembre de 2015, es va anunciar que Jeffrey Dean Morgan havia estat seleccionat com Negan.
Alanna Masterson que interpreta Tara Chambler va prendre la baixa de maternitat de la temporada a l'episodi "Not Tomorrow Yet", ja que estava embarassada de nou mesos durant el temps de filmar l'episodi. Ella està absent dels quatre episodis finals, i s'explica a través del seu personatge en una carrera de proveïment de dues setmanes.